# Kombinacja norweska na Mistrzostwach Świata w Narciarstwie Klasycznym 2013
Kombinacja norweska na Mistrzostwach Świata w Narciarstwie Klasycznym 2013 rozegrana została między 22 lutego a 3 marca 2013 we włoskiej miejscowości Val di Fiemme. Rozegrano dwie konkurencje indywidualne, metodą Gundersena na normalnej i dużej skoczni, sprint drużynowy oraz sztafetę. W klasyfikacji medalowej triumfowali reprezentanci Francji, którzy zdobyli cztery medale, w tym trzy złote.

## Wyniki

### Gundersen HS106/10 km
| Pozycja | Zawodnik            | Narodowość | Wynik   | Strata |
| ------- | ------------------- | ---------- | ------- | ------ |
| złoto   | Jason Lamy Chappuis | Francja    | 29:13,2 | –      |
| srebro  | Mario Stecher       | Austria    | 29:13,4 | +0,2   |
| brąz    | Björn Kircheisen    | Niemcy     | 29:13,5 | +0,3   |
| 4.      | Eric Frenzel        | Niemcy     | 29:13,7 | +0,5   |
| 5.      | Håvard Klemetsen    | Norwegia   | 29:29,4 | +16,2  |
| 6.      | Taihei Katō         | Japonia    | 29:37,9 | +24,7  |
| 7.      | Marjan Jelenko      | Słowenia   | 29:45,5 | +32,3  |
| 8.      | Christoph Bieler    | Austria    | 29:48,7 | +35,5  |
| 9.      | Akito Watabe        | Japonia    | 29:49,2 | +36,0  |
| 10.     | Magnus Krog         | Norwegia   | 30:00,6 | +47,4  |

### Sztafeta HS106/4x5 km
| Pozycja | Zawodnicy                                                            | Narodowość        | Wynik     | Strata  |
| ------- | -------------------------------------------------------------------- | ----------------- | --------- | ------- |
| złoto   | François Braud Maxime Laheurte Sébastien Lacroix Jason Lamy Chappuis | Francja           | 57:34,0   | –       |
| srebro  | Jørgen Gråbak Håvard Klemetsen Magnus Krog Magnus Moan               | Norwegia          | 57:34,4   | +0,4    |
| brąz    | Taylor Fletcher Bryan Fletcher Todd Lodwick Bill Demong              | Stany Zjednoczone | 57:38,2   | +4,2    |
| 4.      | Yoshito Watabe Taihei Katō Akito Watabe Yūsuke Minato                | Japonia           | 57:39,7   | +5,7    |
| 5.      | Wilhelm Denifl Bernhard Gruber Lukas Klapfer Mario Stecher           | Austria           | 57:41,6   | +7,6    |
| 6.      | Björn Kircheisen Tino Edelmann Eric Frenzel Fabian Rießle            | Niemcy            | 58:41,6   | +1:07,6 |
| 7.      | Lukas Runggaldier Giuseppe Michielli Armin Bauer Alessandro Pittin   | Włochy            | 58:44,5   | +1:10,5 |
| 8.      | Ilkka Herola Mikke Leinonen Janne Ryynänen Eetu Vähäsöyrinki         | Finlandia         | 1:00:10,8 | +3:36,8 |

### Gundersen HS134/10 km
| Pozycja | Zawodnik            | Narodowość | Wynik   | Strata  |
| ------- | ------------------- | ---------- | ------- | ------- |
| złoto   | Eric Frenzel        | Niemcy     | 27:22,8 | –       |
| srebro  | Bernhard Gruber     | Austria    | 27:59,5 | +36,7   |
| brąz    | Jason Lamy Chappuis | Francja    | 28:00,0 | +37,2   |
| 4.      | Akito Watabe        | Japonia    | 28:01,2 | +38,4   |
| 5.      | Hideaki Nagai       | Japonia    | 28:05,1 | +42,3   |
| 6.      | Wilhelm Denifl      | Austria    | 28:10,5 | +47,7   |
| 7.      | Sébastien Lacroix   | Francja    | 28:13,6 | +50,8   |
| 8.      | Magnus Moan         | Norwegia   | 28:20,5 | +57,7   |
| 9.      | Håvard Klemetsen    | Norwegia   | 28:21,0 | +58,2   |
| 10.     | Johannes Rydzek     | Niemcy     | 28:30,5 | +1:07,7 |

### Sprint drużynowy HS134/2x7,5 km
| Pozycja | Narodowość        | Zawodnicy                             | Wynik   | Strata  |
| ------- | ----------------- | ------------------------------------- | ------- | ------- |
| złoto   | Francja           | Sébastien Lacroix Jason Lamy Chappuis | 34:54,9 |         |
| srebro  | Austria           | Wilhelm Denifl Bernhard Gruber        | 35:29,5 | +16,6   |
| brąz    | Niemcy            | Tino Edelmann Eric Frenzel            | 36:21,8 | +43,9   |
| 4.      | Japonia           | Taihei Katō Akito Watabe              | 36:10,4 | +44,9   |
| 5.      | Norwegia          | Magnus Moan Mikko Kokslien            | 35:49,2 | +1:03,3 |
| 6.      | Stany Zjednoczone | Taylor Fletcher Bill Demong           | 35:22,5 | +1:24,6 |
| 7.      | Włochy            | Armin Bauer Alessandro Pittin         | 35:28,4 | +1:53,5 |
| 8.      | Czechy            | Pavel Churavý Miroslav Dvořák         | 36:30,6 | +1:55,7 |

## Klasyfikacja medalowa
| #       | Reprezentacja     | Złoto | Srebro | Brąz | Razem |
| ------- | ----------------- | ----- | ------ | ---- | ----- |
| 1.      | Francja           | 3     | 0      | 1    | 4     |
| 2.      | Niemcy            | 1     | 0      | 2    | 3     |
| 3.      | Austria           | 0     | 3      | 0    | 3     |
| 4.      | Norwegia          | 0     | 1      | 0    | 1     |
| 5.      | Stany Zjednoczone | 0     | 0      | 1    | 1     |
| Łącznie | Łącznie           | 4     | 4      | 4    | 12    |